# 外七星河
外七星河，位于中华人民共和国黑龙江省东北部的一条河流，是乌苏里江左岸支流，外七星河上游称漂筏河，源自富锦市西南黑鱼泡滞洪区，承接来自集贤县小黄河、二道河子等无尾河的尾水，漂筏河原本无明显河槽，向东漫入富锦市南部与宝清县交界处的沼泽地三环泡，后经挖河筑堤，疏浚河道，现已成为涝区的一条人工排水河道，也称新七星河。干流在三环泡以下始称“外七星河”，蜿蜒向东北流经兴隆岗镇和建三江国营农场管理局的大兴农场（右岸）、七星农场（左岸）、创业农场（左岸），于创业农场29队以东汇入挠力河。河流全长183千米，流域面积6703平方千米，年均径流量5.671亿立方米。外七星河流域地势低洼，河道平缓，排水不畅，加之受松花江泛滥，七星河入侵，挠力河干流顶托的影响，极易出现洪涝灾害。